# Prosopographisches Lexikon der Palaiologenzeit
Prosopographisches Lexikon der Palaiologenzeit – słownik prozopograficzny osób epoki Paleologów w Bizancjum. Wydawcą jest Austriacka Akademia Nauk w Wiedniu. Ukazywał się od 1976 roku. Redaktorem był Erich Trapp. Składa się z 15 tomów.